# E-technik
E-Technik (niem. Entwicklungskinesiologischer  Technik), Metoda Hankego - metoda rehabilitacji stosowana w leczeniu zaburzeń nerwowo-mięśniowych.
Metoda ta została ogłoszona w 1975 r. przez Hankego i jest rozwinięciem metody Vojty. 
Podstawą metody Hankego jest stymulacja tzw. "stref uwalniających" (AV  -  z  niem.  Aktion  Verstärker) i powodowanie tym skurczu mięśni. Skurcz mięśni zmienia jego gotowość do aktywności dynamicznej. Stymulując wybrane strefy uwalniające uzyskuje się pobudzenie w obrębie pożądanych grup mięśniowych. Sterując tym systemem osiąga się odpowiednie pobudzenie układu nerwowego i stały przepływ informacji pomiędzy wykonującym mięśniem i kierującym mózgiem. Dokładna informacja przepływająca w obu kierunkach oraz stały dobór odpowiednich informacji, tj. ucisków w strefach uwalniających, powoduje korekcję postawy.